# Alchemilla cuatrecasasii
Alchemilla cuatrecasasii é uma espécie de rosácea do gênero Alchemilla, pertencente à família Rosaceae.